# (24969) Lucafini
(24969) Lucafini (1998 CD2) – planetoida z pasa głównego asteroid okrążająca Słońce w ciągu 4,19 lat w średniej odległości 2,6 j.a. Odkryta 13 lutego 1998 roku.